# San José la Unión
San José la Unión är en ort i Mexiko.   Den ligger i kommunen Huitiupán och delstaten Chiapas, i den sydöstra delen av landet, 700 km öster om huvudstaden Mexico City. San José la Unión ligger 1 029 meter över havet och antalet invånare är 341.
Terrängen runt San José la Unión är varierad, och sluttar österut. Runt San José la Unión är det ganska tätbefolkat, med 104 invånare per kvadratkilometer. Närmaste större samhälle är Simojovel de Allende, 11,2 km sydost om San José la Unión. Omgivningarna runt San José la Unión är en mosaik av jordbruksmark och naturlig växtlighet.